# フレデリク・スクラム
フレデリク・アウグスト・アルブレヒト・スクラム（アイスランド語: Frederik August Albrecht Schram、1995年1月19日 - ）は、デンマーク・ドラゲール出身のプロサッカー選手。サッカーアイスランド代表。ヴァルル・レイキャヴィーク所属。ポジションはGK。

## 経歴

### クラブ
オーデンセBKの下部組織で育成されたが、トップチームには昇格できずFCベストシェランとプロ契約を結んだ。
2016年、FCロスキレに移籍。
2019年5月、スナユスケ・フッボルトに移籍。同年6月にリンビーBKにレンタル移籍。2020年1月14日にリンビーに完全移籍で加入。
2022年6月24日、ヴァルル・レイキャヴィークに移籍。

### 代表
デンマーク生まれであるが、母親がアイスランド人のためアイスランド代表を選択した。
2015年11月、A代表初招集。2017年2月9日、メキシコ代表とのフレンドリーマッチに出場し初キャップを記録。
2018年5月11日、2018 FIFAワールドカップに参加する代表チーム23人の一人に選ばれた。

## 代表歴

### 出場大会
- アイスランド代表
  - 2018 FIFAワールドカップ

### 試合数
- 国際Aマッチ 6試合 0得点（2017年-）[4]

| アイスランド代表 | 国際Aマッチ | 国際Aマッチ |
| 年               | 出場        | 得点        |
| ---------------- | ----------- | ----------- |
| 2017             | 1           | 0           |
| 2018             | 2           | 0           |
| 2019             | 1           | 0           |
| 2020             | 0           | 0           |
| 2021             | 0           | 0           |
| 2022             | 1           | 0           |
| 2023             | 1           | 0           |
| 通算             | 6           | 0           |